# Libéria nos Jogos Olímpicos de Verão da Juventude de 2010
A Libéria participou dos Jogos Olímpicos de Verão da Juventude de 2010 em Cingapura. Sua delegação foi formada por cinco atletas que competiram em três esportes.

## Atletismo
| Evento         | Atleta           | Qualificação | Qualificação | Final     | Final        |
| Evento         | Atleta           | Resultado    | Posição      | Resultado | Posição      |
| -------------- | ---------------- | ------------ | ------------ | --------- | ------------ |
| 100 m feminino | Queneela Jackson | 13.64        | 29º (5º q5)  | 13.63     | 5º (Final D) |

## Canoagem
| Evento                  | Atleta    | Tomada de tempo | Tomada de tempo | 1ª rodada                             | Repescagem                           | Oitavas-de-final   | Quartas-de-final   | Semifinais         | Final              | Pos. final  |
| Evento                  | Atleta    | Resultado       | Pos.            | Oponente Resultado                    | Oponente Resultado                   | Oponente Resultado | Oponente Resultado | Oponente Resultado | Oponente Resultado | Pos. final  |
| ----------------------- | --------- | --------------- | --------------- | ------------------------------------- | ------------------------------------ | ------------------ | ------------------ | ------------------ | ------------------ | ----------- |
| Velocidade K1 masculino | Wion Welh | Não completou   | --              | Não avançou                           | Não avançou                          | Não avançou        | Não avançou        | Não avançou        | Não avançou        | Não avançou |
| Slalom K1 masculino     | Wion Welh | 2:00.86         | 20º             | SVK Miroslav Urban D 2:14.23 (bat. 2) | GER Tom Liebscher D 2:11.71 (rep. 1) | Não avançou        | Não avançou        | Não avançou        | Não avançou        | Não avançou |

## Natação
| Evento               | Atleta          | Qualificação | Qualificação | Semifinais  | Semifinais  | Final       | Final       |
| Evento               | Atleta          | Resultado    | Posição      | Resultado   | Posição     | Resultado   | Posição     |
| -------------------- | --------------- | ------------ | ------------ | ----------- | ----------- | ----------- | ----------- |
| 50 m livre feminino  | Josephine Blamo | 1:02.67      | 62º (8º q3)  | Não avançou | Não avançou | Não avançou | Não avançou |
| 100 m livre feminino | Josephine Blamo | Não largou   | -- (-- q1)   | Não avançou | Não avançou | Não avançou | Não avançou |
| 50 m livre masculino | Mika-Jah Teah   | 49.47        | 50º (5º q1)  | Não avançou | Não avançou | Não avançou | Não avançou |
| 50 m livre masculino | Sima Weah       | 46.18        | 49º (4º q1)  | Não avançou | Não avançou | Não avançou | Não avançou |